# فيلي ميلر (لاعب كرة قدم بريطاني)
فيلي ميلر (بالإنجليزية: Willie Miller)‏ (1 نوفمبر 1969 بإدنبرة في المملكة المتحدة - ) هو لاعب كرة قدم بريطاني في مركز الدفاع. شارك مع منتخب اسكتلندا تحت 21 سنة لكرة القدم. أما مع النوادي، فقد لعب مع ريث روفرز ونادي دندي ونادي ريكسهام ونادي هيبرنيان ونادي كاودينبيث لكرة القدم.

## وصلات خارجية
- فيلي ميلر على موقع قاعدة بيانات كرة القدم.إي يو (الإنجليزية)
- فيلي ميلر على موقع Soccerbase.com (لاعب) (الإنجليزية)